# Raccord Keyser
Le raccord Keyser est un dispositif mécanique asymétrique de raccordement de tuyaux, notamment pour la lutte contre l'incendie.
Le raccord mâle équipe la sortie des bouches d'incendie.
Le raccord femelle, avec étrier et vis de verrouillage, équipe les pièces de jonction qui se branchent sur ces bouches.

## Normes
- Bouches d'incendie enterrées : NF S 61-211/CN Avril 2007
- Prise Keyser mâle DN 100 : NF S 61-211/CN[2]